# Tomodachi Life
Tomodachi Life (Freundesleben) (jap. Tomodachi-Sammlung: Neues Leben (トモダチコレクション 新生活), Tomodachi Korekushon: Shin Seikatsu) ist eine Lebenssimulation. Entwickelt und veröffentlicht wurde es von Nintendo für den Nintendo 3DS, allein in Japan ist die Vorgängerversion Tomodachi Collection ebenfalls für den Nintendo DS erhältlich. 
Es wurde am 18. April 2013 in Japan, am 6. Juni 2014 in Nordamerika und Europa, am 7. Juni 2014 in Australien und am 17. Juli 2014 in Südkorea veröffentlicht. Die niederländische Übersetzung des Spiels erschien später als alle anderen Versionen, am 16. Oktober 2015. Möglicherweise zielte dies darauf ab, eine jüngere Bevölkerungsgruppe anzusprechen, da die meisten niederländischen Spieler auf Englisch spielen. Schon in der ersten Woche nach dem Erscheinungsdatum war es in Japan das meistverkaufte Spiel. Es wurden über 400.000 Einheiten verkauft.

## Gameplay
Das Spiel findet auf einer von dem Spieler benannten Insel statt, die dem Spieler gehört. Auf der Insel gibt es zu Beginn einen Glücksbrunnen, ein Rathaus und ein Apartment. Im Apartment leben die eigenen Miis und im Rathaus kann man selbst erstellte oder – über QR Codes – fremde oder prominente Miis einladen. Es können bis zu 100 Miis dort leben. Man kann seinen Miis Stimmen geben und die Persönlichkeit der Miis anpassen. In Tomodachi Life machen die Miis den Spieler durch Sprechblasen darauf aufmerksam, dass sie etwas zu essen wollen, Freundschaften schließen wollen, Outfits wechseln wollen etc. Um diese Wünsche zu erfüllen, muss der Spieler das Essen, die Kleidung u. a. in Geschäften wie in einem Supermarkt kaufen. Für das Erfüllen von Wünschen belohnen die Miis den Spieler mit Geschenken oder Münzen. Jeden Tag spenden die Miis am Glücksbrunnen Geld für die Insel, welches der Spieler dort abholen kann.
Die Bewohner laden den Spieler gelegentlich dazu ein, mit ihnen zu spielen. In diesen Spielen kann er weitere Geschenke gewinnen. Zu jedem Mii gibt es eine Anzeige, welche dem Spieler Lieblingsessen und -items sowie die Beziehungen zu anderen Miis anzeigt. Zwei Miis können sich ineinander verlieben, heiraten und Kinder bekommen. Die Miis können auch ohne Einfluss des Spielers sich miteinander treffen oder andere Ereignisse veranstalten, welche der Spieler dann betrachten kann.

## Entwicklung
Im Mai 2014 wurde eine spielbare Demo-Version des Spiels verteilt. Man konnte später von der Demo-Version auf die Voll-Version upgraden. Das Spiel enthält auch zwei Demo-Versionen, die man anderen überlassen kann.
Im Mai 2013 wurde von westlichen Medien berichtet, dass der Vorgänger Tomodachi Collection gleichgeschlechtliche Beziehungen erlaube. Doch Nintendo erklärte im April 2014, dass dies noch nie möglich gewesen sei.
Am 27. März 2025 wurde ein Nachfolger unter dem Namen Tomodachi Life: Wo Träume wahr werden für das Jahr 2026 angekündigt.

## Kritik
Tomodachi Life hat meist positive Kritiken erhalten. IGN gab dem Spiel eine Punktzahl von 8,4. IGN nannte es: „Ein überraschendes und lustiges Spiel für die ganze Familie“. Polygon gab Tomodachi Life 7,5 von 10 Punkten: „Tomodachi Life ist unbestreitbar charmant.“ Gamesradar gab dem Spiel 4 von 5 Sternen und lobte den Humor und das entspannte Spielen von Tomodachi Life.